# Gav Bandeh
Gav Bandeh (en persan : گاوبنده romanisé en Gāv Bandeh et également connu sous les noms de Gāvāneh, Gāvbandel, et de Gāwāna) est un village de la province de Kermanshah en Iran. Lors du recensement de 2006, sa population était de 2242 habitants pour 547 familles.